# Xenija Sergejewna Sakordonskaja
Xenija Sergejewna Sakordonskaja (russisch Ксения Сергеевна Закордонская, wiss. Transliteration Ksenija Sergeevna Zakordonskaja; * 4. März 2003 in Pikaljowo, Russland) ist eine russische Handballspielerin, die für die russische Nationalmannschaft aufläuft.

## Karriere

### Im Verein
Sakordonskaja spielte für den russischen Verein GK Astrachanotschka, bei dem sie erstmals in der Saison 2019/20 im Kader der Erstligamannschaft stand. Im Sommer 2023 wechselte die Kreisläuferin zum Erstligisten PGK ZSKA Moskau, jedoch wurde sie noch vor dem Saisonbeginn 2023/24 an dem Ligakonkurrenten KSK Lutsch Moskau ausgeliehen. Im September 2023 zog sich Sakordonskaja in einem Ligaspiel gegen GK Tschernomorotschka eine schwere Knieverletzung zu, woraufhin sie den Rest der Saison 2023/24 pausieren musste.

### In Auswahlmannschaften
Sakordonskaja nahm mit der russischen Jugendnationalmannschaft an der U-17-Europameisterschaft 2019 teil, bei der Russland den fünften Platz belegte. Bei der U-19-Europameisterschaft 2021, bei der Sakordonskaja 28 Treffer erzielte, gewann sie mit der russischen Juniorinnennationalmannschaft die Silbermedaille. Nachdem Irina Kornejewa bei der Weltmeisterschaft 2021 positiv auf das Coronavirus getestet wurde, rückte Sakordonskaja in das Aufgebot der russischen A-Nationalmannschaft auf. Am 7. Dezember 2021 gab sie im Vorrundenspiel gegen Serbien ihr Länderspieldebüt für Russland. Während des Turniers bestritt Sakordonskaja drei Partien, in denen sie zwei Tore warf.